# Living on the Edge of Time
Pour les articles homonymes, voir Living on the Edge of Time.
Albums de Yuksek
Away from the Sea
(2009)
Living on the Edge of Time est le deuxième album du musicien français Yuksek. Il est sorti en juillet 2011 sous le label Ultra Records.

## Liste des titres
| No  | Titre             | Durée |
| --- | ----------------- | ----- |
| 1.  | Always on the Run | 3:43  |
| 2.  | White Keys        | 3:24  |
| 3.  | Off the Wall      | 3:24  |
| 4.  | On a Train        | 4:02  |
| 5.  | Say a Word        | 3:08  |
| 6.  | To See You Smile  | 3:06  |
| 7.  | The Edge          | 5:52  |
| 8.  | Fireworks         | 4:23  |
| 9.  | Miracle           | 4:06  |
| 10. | You Should Talk   | 4:01  |
| 11. | Dead or Alive     | 5:13  |

| 12. | On a Train (Magician remix)           | 4:43 |
| 13. | Always on the Run (Acid Washed remix) | 6:41 |
| 14. | Off the Wall (Brodinski remix)        | 4:36 |
| 15. | The Edge (Aeroplane remix)            | 6:11 |